# Derris pseudorobusta
Derris pseudorobusta är en ärtväxtart som beskrevs av Krishnamurthy Thothathri. Derris pseudorobusta ingår i släktet Derris och familjen ärtväxter. Inga underarter finns listade i Catalogue of Life.